# Dicranoloma rugosum
Dicranoloma rugosum är en bladmossart som beskrevs av Bruce H. Allen 1986. Dicranoloma rugosum ingår i släktet Dicranoloma och familjen Dicranaceae. Inga underarter finns listade i Catalogue of Life.